# Clervaux

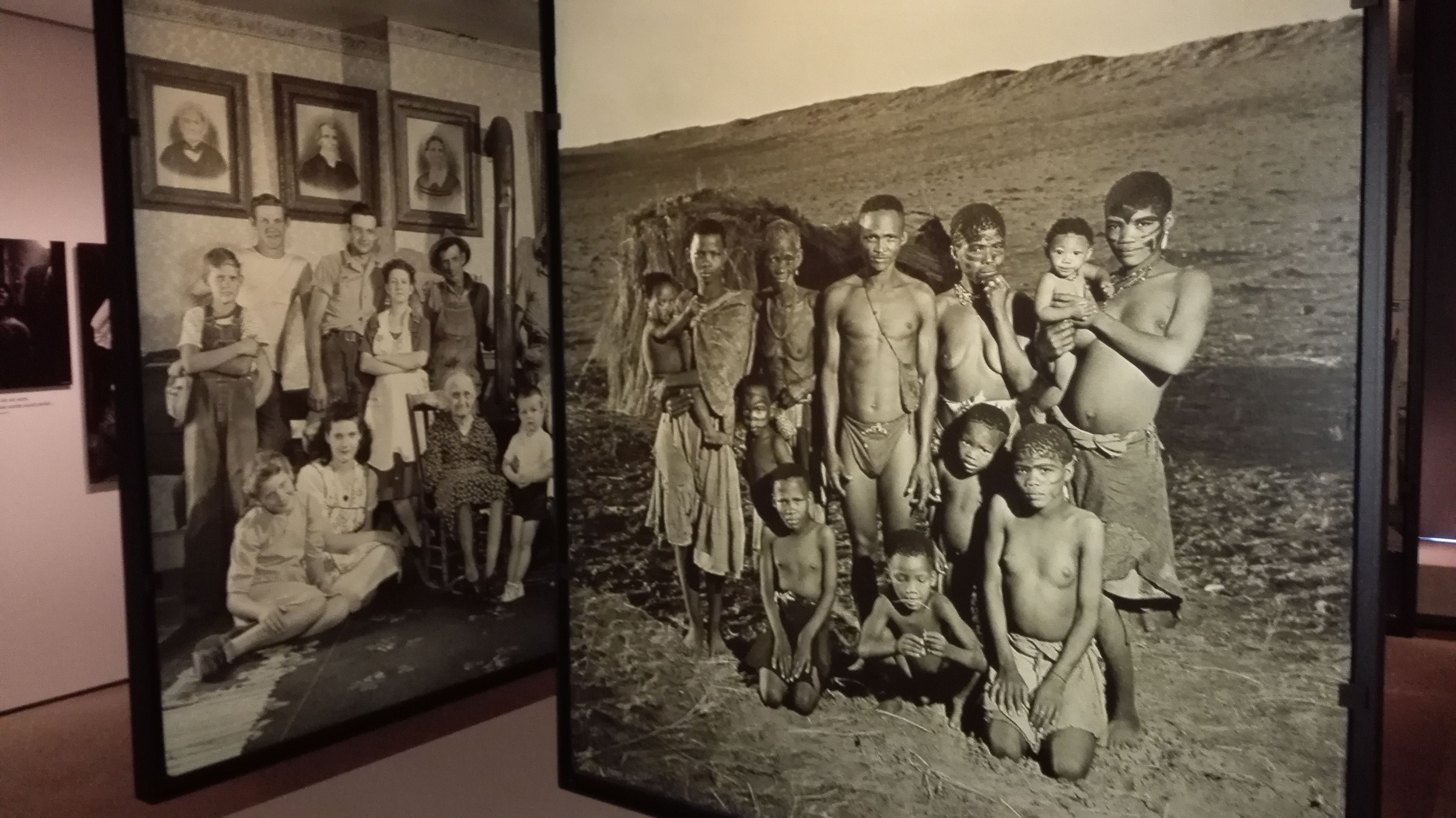
Stálá instalace výstavy na zámku v Clervaux, 2015

Clervaux (lucembursky Klierf, Cliärref) je obec na severu Lucemburska v kantonu Clervaux.
Obec se nachází v Ardenách, u hraničního trojúhelníku Německo–Belgie–Lucembursko. Průměrná geografická nadmořská výška je asi 500 metrů nad mořem. V roce 1944 bylo město Clervaux zpočátku dobyto americkými jednotkami, v rámci bitvy v Ardenách pak bylo v prosinci 1944 dobyto německými jednotkami zpět a až 25. ledna 1945 bylo znovu osvobozeno.
Známá je zejména výstava fotografií nazvaná Lidská rodina (Family Of Man), která je instalována v místním zámku.

## Osobnosti města
- Edward Steichen (1879–1973) – americký fotograf, autor výstavy Lidská rodina
- Halldór Kiljan Laxness (1902–1998) – islandský prozaik, básník, dramatik, esejista a překladatel, nositel Nobelovy ceny